# Wilhelm Vauck
Wilhelm Vauck (* 8. Oktober 1896 in Dresden; † 8. Dezember 1968 in Bautzen) war ein deutscher Mathematiker und Physiker und während des Zweiten Weltkriegs ein leitender Kryptoanalytiker im Oberkommando des Heeres (OKH).

## Leben
Geboren im Dresdner Stadtbezirk Neustadt legte er im Jahr 1914 an der dortigen Oberrealschule das Abitur ab. Unmittelbar danach wurde er zum Kriegsdienst einberufen und diente als Nachrichtensoldat. Nach dem Krieg studierte er Mathematik, Physik und Chemie an der (damaligen) Technischen Hochschule (TH) Dresden.
Das Staatsexamen zum Lehramt in diesen drei Fächern schloss er am 21. Februar 1922 ab. Er wurde Studienassessor (StudAss) an der Realschule Thum (Erzgebirge) und zu Jahresbeginn 1924 Studienrat (StR) an der Oberrealschule und Höheren Mädchenschule in Bautzen. Im selben Jahr wurde er am 12. April an der TH Dresden zum Dr. phil. promoviert. Der Titel seiner durch Gerhard Kowalewski (1876–1950) betreuten Dissertation lautet: „Versuch einer Verallgemeinerung der stetigen nirgends differenzierbaren Funktion Bolzanos“.
Er arbeitete anschließend als Studienrat an der Wilhelm von Polenz-Oberschule für Jungen (dem heutigen Schiller-Gymnasium), bis er 1940 erneut zum Kriegsdienst einberufen wurde. Mit dem Rang eines Oberleutnants leitete er ab dem 15. Juni 1942 das neugeschaffene Referat 12 innerhalb der Amtsgruppe Wehrmachtnachrichtenverbindungen (AgWNV), zuständig für „Agentenverfahren“, also für die Funkaufklärung und Entzifferung von Agentenfunk. Eine der heute bekannten Operationen des „Referats Vauck“, wie es bald genannt wurde, war das „Englandspiel“. Dabei handelte es sich um eine deutsche Spionageabwehraktion, die dazu führte, dass Dutzende Agenten der britischen Special Operations Executive (S.O.E) bereits unmittelbar nach ihrem Fallschirmabsprung über den von Deutschen besetzten Niederlanden durch die Sicherheitspolizei festgenommen werden konnten.
Nach dem Krieg und Freilassung aus der Kriegsgefangenschaft ging er nach Bautzen zurück. Er lehrte dort an der Ingenieurschule für Fördertechnik als Dozent für Physik und Elektrotechnik. Dr. phil. Wilhelm Vauck starb im Alter von 72 Jahren.